# Championnat du Lesotho de football 2007-2008
Navigation
Édition précédente Édition suivante
La saison 2007-2008 du Championnat du Lesotho de football est la trente-neuvième édition du championnat de première division au Lesotho. Les seize équipes engagées sont regroupées au sein d'une poule unique où elles affrontent deux fois leurs adversaires, à domicile et à l'extérieur. En fin de saison, les deux derniers du classement sont relégués et remplacés par les deux meilleurs clubs de deuxième division.
C'est le Lesotho Correctional Services, tenant du titre, qui remporte à nouveau la compétition cette saison après avoir terminé en tête du classement, avec cinq points d'avance sur le Lesotho Defence Force FC. C'est le quatrième titre de champion du Lesotho de l'histoire du club.

## Participants
- Lesotho Defence Force FC
- Likhopo FC
- Joy FC
- Lesotho Correctional Services
- Matlama FC
- Linare FC
- LMPS FC
- Swallows FC
- Lerotholi Polytechnics FC
- Qalo FC - Promu de D2
- Lioli FC
- Naughty Boys FC - Promu de D2
- Mphatlalatsane FC
- Matjantja FC
- Roma Rovers
- Arsenal Maseru

## Compétition

### Classement
Le classement est établi sur le barème de points classique : victoire à 3 points, match nul à 1, défaite à 0.
| Rang | Équipe                         | Pts | J  | G  | N  | P  | Bp | Bc | Diff |
| ---- | ------------------------------ | --- | -- | -- | -- | -- | -- | -- | ---- |
| 1    | Lesotho Correctional ServicesT | 67  | 30 | 20 | 7  | 3  | 52 | 20 | +32  |
| 2    | Lesotho Defence Force FC       | 62  | 30 | 18 | 8  | 4  | 46 | 19 | +27  |
| 3    | Matlama FC                     | 54  | 30 | 16 | 6  | 8  | 48 | 31 | +17  |
| 4    | Linare FC                      | 53  | 30 | 16 | 5  | 9  | 42 | 25 | +17  |
| 5    | LMPS FCC                       | 51  | 30 | 13 | 12 | 5  | 35 | 20 | +15  |
| 6    | Lioli FC                       | 47  | 30 | 13 | 8  | 9  | 43 | 26 | +17  |
| 7    | Lerotholi Polytechnics FC      | 38  | 30 | 8  | 14 | 8  | 32 | 30 | +2   |
| 8    | Matjantja FC                   | 38  | 30 | 9  | 11 | 10 | 33 | 32 | +1   |
| 9    | Mphatlalatsane FC              | 36  | 30 | 9  | 9  | 12 | 35 | 44 | -9   |
| 10   | Swallows FC                    | 33  | 30 | 8  | 9  | 13 | 30 | 38 | -8   |
| 11   | Likhopo FC                     | 33  | 30 | 8  | 9  | 13 | 25 | 33 | -8   |
| 12   | Naughty Boys FCP               | 32  | 30 | 9  | 5  | 16 | 27 | 42 | -15  |
| 13   | Joy FC                         | 31  | 30 | 6  | 13 | 11 | 19 | 29 | -10  |
| 14   | Roma Rovers                    | 30  | 30 | 7  | 9  | 14 | 29 | 41 | -12  |
| 15   | Arsenal Maseru                 | 30  | 30 | 9  | 3  | 18 | 31 | 48 | -17  |
| 16   | Qalo FCP                       | 18  | 30 | 4  | 6  | 20 | 22 | 71 | -49  |

|  | Champion du Lesotho 2007-2008                                                           |
|  | Relégation en deuxième division                                                         |
|  | T : Tenant du titre C : Vainqueur de la Coupe du Lesotho P : Promu de deuxième division |

## Bilan de la saison
| Championnat du Lesotho de football 2007-2008                        |                                          |
| Champion                                                            | Lesotho Correctional Services (4e titre) |
| Coupes et trophées                                                  |                                          |
| Vainqueur de la Coupe du Lesotho 2007-2008                          | LMPS FC                                  |
| Qualifications continentales                                        |                                          |
| Ligue des champions de la CAF 2009                                  | Aucun                                    |
| Coupe de la confédération 2009                                      | Aucun                                    |
| Promotions et relégations                                           |                                          |
| Promus en Championnat du Lesotho de football                        | Botha Bothe Roses FC                     |
| Promus en Championnat du Lesotho de football                        | Sekamaneng Young Stars FC                |
| Relégués en Championnat du Lesotho de football de deuxième division | Arsenal Maseru                           |
| Relégués en Championnat du Lesotho de football de deuxième division | Qalo FC                                  |